# HD 99922
HD 99922 je dvojna zvezda v ozvezdju Čaše. Z razdalje 450 svetlobnih let (140 parsekov) sveti z navidezno magnitudo 5,77. Primarna zvezda je zvezda glavne veje tipa A; sekundarna zvezda se od nje nahaja okoli 8 kotnih sekund stran.
Ostali poimenovanji sta HR 4428 in HIP 56078.